# Haraella
Haraella é um género botânico pertencente à família das orquídeas (Orchidaceae).